# Villa di Chiavenna
Villa di Chiavenna es una localidad y comune italiana de la provincia de Sondrio, región de Lombardía, con 1.119 habitantes.

## Evolución demográfica
| Gráfica de evolución demográfica de Villa di Chiavenna entre 1861 y 2001 |
|                                                                          |
| Fuente ISTAT - elaboración gráfica de Wikipedia                          |